# Distrikt Manta
Der Distrikt Manta liegt in der Provinz Huancavelica in der Region Huancavelica im Südwesten von Zentral-Peru. Der Distrikt wurde am 1. Juni 1940 gegründet. Er besitzt eine Fläche von 159 km². Beim Zensus 2017 wurden 1002 Einwohner gezählt. Im Jahr 1993 lag die Einwohnerzahl bei 1593, im Jahr 2007 bei 1741. Sitz der Distriktverwaltung ist die 3727 m hoch gelegene Ortschaft Manta mit 252 Einwohnern (Stand 2017). Manta befindet sich 32 km nordwestlich der Provinz- und Regionshauptstadt Huancavelica.

## Geographische Lage
Der Distrikt Manta liegt im ariden Andenhochland im zentralen Nordwesten der Provinz Huancavelica. Die Längsausdehnung in Nord-Süd-Richtung beträgt 17,5 km, die Breite liegt bei 12 km. Der Río Vilca und dessen rechter Quellfluss Río Santo begrenzen den Distrikt im Westen.
Der Distrikt Manta grenzt im Südwesten an den Distrikt Acobambilla, im Nordwesten an den Distrikt Vilca, im äußersten Norden an den Distrikt Moya, im Nordosten an den Distrikt Laria sowie im Südosten und im Süden an den Distrikt Nuevo Occoro.

## Ortschaften
Im Distrikt gibt es neben dem Hauptort folgende größere Ortschaften:
- Canchucerca
- Ccolpa
- Ccorisotocc
- Puytopampa
- San Luis
- Santa Rosa